# Курбанова, Эльмира Магомедовна
Эльмира Магомедовна Курбанова (14 сентября 1971, Махачкала, Дагестанская АССР, РСФСР, СССР) —  российская женщина-борец вольного стиля и сумоистка, трехкратная серебряная и двукратный бронзовый призёр чемпионатов мира, чемпионка, серебряный и двукратный бронзовый призёр чемпионатов Европы по борьбе. Серебряный призер чемпионата мира и Европы по борьбе сумо. Мастер спорта России международного класса по вольной борьбе.

## Биография
Борьбой начала заниматься с 1991 года. Обладательница (1999) и серебряный призер Кубка России (2000), серебряный призер чемпионатов России (1998, 1999) по вольной борьбе. Многократный призер соревнований самого высокого уровня в составе сборной России. В конце спортивной карьеры защищала цвета Казахстана. На Олимпийских играх участия не принимала, так как закончила выступления незадолго до 2004 года, когда женская борьба была включена в список Олимпийских видов спорта .
Тренировалась в Санкт-Петербургской комплексной школе высшего спортивного мастерства у тренера высшей категории Юрия Семёнова . Выступала за спортивный клуб Министерства обороны Российской Федерации, Санкт-Петербург.

## Спортивные результаты на международных соревнованиях

### Чемпионаты мира
| Соревнование                  | Сборная | Весовая категория | Место   |
| ----------------------------- | ------- | ----------------- | ------- |
| Чемпионат мира по борьбе 1992 | Россия  | до 65 кг          | Бронза  |
| Чемпионат мира по борьбе 1993 | Россия  | до 65 кг          | Серебро |
| Чемпионат мира по борьбе 1994 | Россия  | до 70 кг          | Серебро |
| Чемпионат мира по борьбе 1995 | Россия  | до 70 кг          | Серебро |
| Чемпионат мира по борьбе 1996 | Россия  | до 65 кг          | Бронза  |
| Чемпионат мира по борьбе 1997 | Россия  | до 68 кг          | 11      |

### Чемпионаты Европы
| Соревнование                    | Сборная | Весовая категория | Место   |
| ------------------------------- | ------- | ----------------- | ------- |
| Чемпионат Европы по борьбе 1993 | Россия  | до 65 кг          | Золото  |
| Чемпионат Европы по борьбе 1996 | Россия  | до 65 кг          | Серебро |
| Чемпионат Европы по борьбе 1998 | Россия  | до 68 кг          | Бронза  |
| Чемпионат Европы по борьбе 1999 | Россия  | до 75 кг          | Бронза  |

### Иные соревнования
| Соревнование              | Сборная   | Весовая категория | Место |
| ------------------------- | --------- | ----------------- | ----- |
| Кубок Азии по борьбе 2003 | Казахстан | до 55 кг          | 4     |